# Provincia di Misiones
Misiones è una provincia dell'Argentina di 29.801 km², con capoluogo Posadas. Prende il nome dalle numerose missioni gesuite create tra il 1609 ed il 1773 per convertire i nativi guaraní.

## Geografia
Benché questa provincia argentina si trovi in zone apparentemente subtropicali per l'influsso dei grandi fiumi (Paraná, Uruguay ed Iguazú) che procedono da zone calde tropicali, il clima prevalente ha caratteristiche tropicali umide, ed è per questo motivo che fino ad inizi del XX secolo tutto il territorio era coperto di una densa silva paranaense e i suoi suoli sono rossi oxisoli. Tutta la provincia ha d'altra parte come rilievi le due basse cordigliere chiamate Sierra di Missioni e Sierra del Imán, ove prosperano ancora boschi di conifere native tra le quali si evidenziano le araucarie cury o curí. Durante gli inverni meridionali, specialmente nel mese di luglio, capitano di notte anche nevicate.
Nel nord di questa provincia argentina risaltano per la loro bellezza e singolarità le grandi cascate del Parco nazionale dell'Iguazú, dichiarate Patrimonio dell'umanità dall'UNESCO.

## Storia
Nel 1811 le truppe di Manuel Belgrano liberarono l'allora vasta provincia di Misiones, che entrò a far parte dell'Argentina. Dopo l'invasione portoghese-brasiliana del 1825, in cui fu ucciso il comandante Andrés Guazurary, le sue antiche città e missioni gesuitiche furono distrutte e la provincia rimase praticamente spopolata. Mentre i brasiliani invasero le Misiones Orientales, i paraguaiani opportunisticamente usurparono le Misiones Occidentali e Centrali; nel 1865 le forze paraguaiane invasero ancora i territori di Misiones durante la guerra della triplice alleanza (1864–1870). In seguito alla sconfitta del Paraguay e all'accordo di pace con l'Argentina, il Paraguay rinunciò a rivendicare il territorio di Misiones. Nel 1870 l'Argentina promosse con successo un ripopolamento del territorio non solo con creoli (gauchi) argentini ma anche con immigrati europei di origine italiana, spagnola e specialmente di origine polacca e ucraina e anche danesi, tedeschi ecc, dai quali discende la maggior parte dalla popolazione argentina misionera attuale.

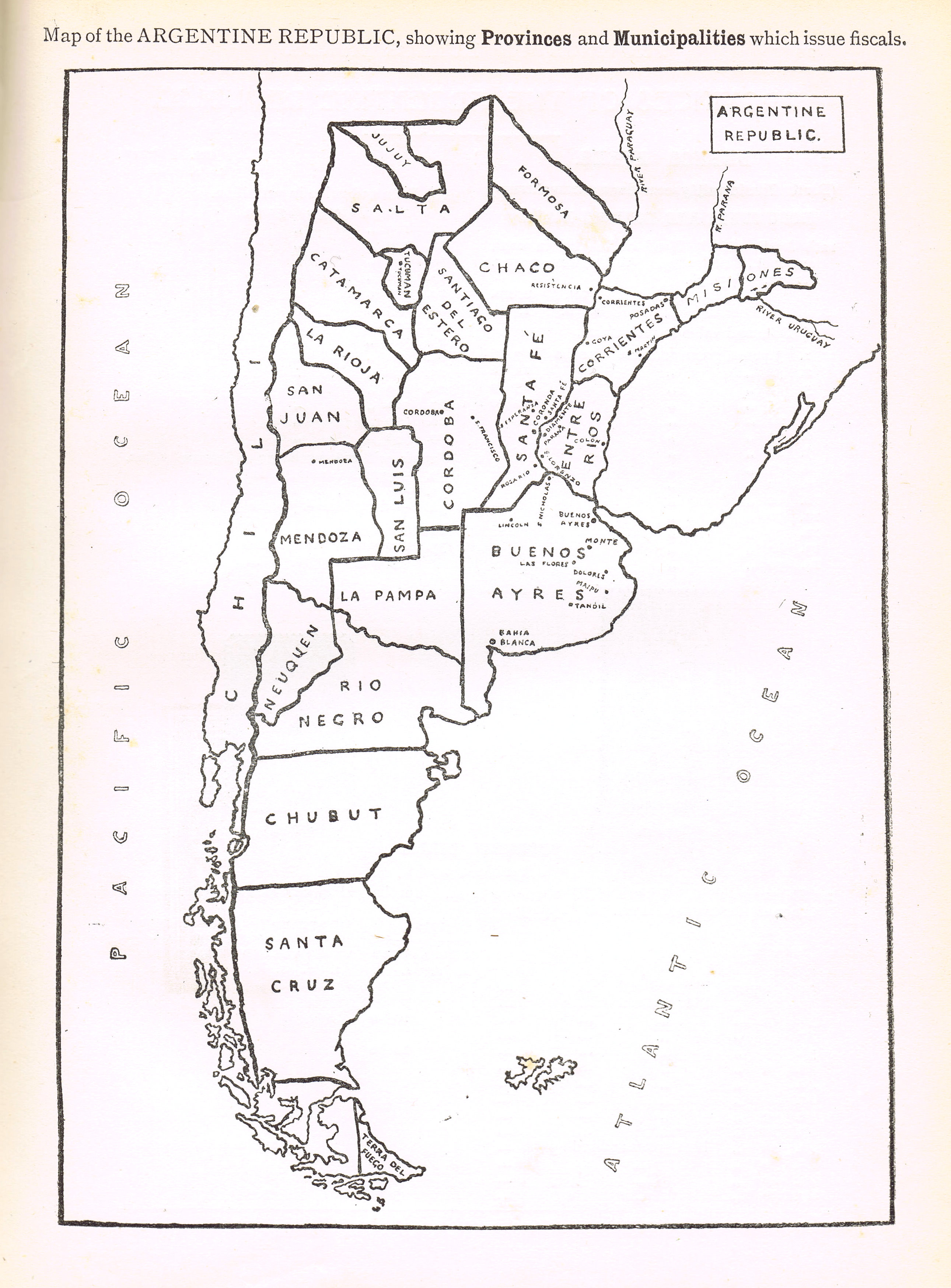
Mappa dell'Argentina col territorio completo di Misiones (Missioni) fino all'anno 1895

Nel 1895 l'Argentina dovette rinunciare a 30 mil km² a beneficio del Brasile nelle Misiones Orientales a seguito del lodo arbitrale di fronte al presidente statunitense Grover Cleveland.
Nella sentenza Cleveland dichiarò che i fiumi Pepiri (anche chiamato Pepiry-Guazú) e San Antonio segnano il limite riconosciuto nel 1759 e 1760, dalla commissione mista nominata nel 1750, in accordo al trattato di Madrid, da Spagna e Portogallo.
La città di Clevelândia, nello stato brasiliano di Paraná, localizzata nell'area contesa, fu nel 1892 così nominata in omaggio al presidente Cleveland, mentre quella di Dionísio Cerqueira lo fu in omaggio al cancelliere brasiliano Dionísio Evangelista de Castro Cerqueira, che firmò il trattato definitivo.

## Dipartimenti
La provincia è divisa in 17 dipartimenti:
1. Apóstoles (Apóstoles)
2. Cainguás (Campo Grande)
3. Candelaria (Santa Ana)
4. Concepción de la Sierra (Concepción de la Sierra)
5. Eldorado (Eldorado)
6. General Manuel Belgrano (Bernardo de Irigoyen)
7. Guaraní (El Soberbio)
8. Iguazú (Puerto Esperanza)
9. La Capital (Posadas)
10. Leandro N. Alem (Leandro N. Alem)
11. Libertador General San Martín (Puerto Rico)
12. Montecarlo (Montecarlo)
13. Oberá (Oberá)
14. San Ignacio (San Ignacio)
15. San Javier (San Javier)
16. San Pedro (San Pedro)
17. Veinticinco de Mayo (Alba Posse)

Ogni dipartimento è composto da comuni (municipios), le cui amministrazioni sono elette dalla popolazione. Dal 2002 i comuni sono a loro volta distinti in comuni di prima categoria e di seconda categoria, a seconda del numero degli abitanti.